# إيكي أوبارا
إيكينا مارتن أوبارا (بالإنجليزية: Ikenna Martin Opara)‏ (مواليد 21 فبراير 1989 ب‍درم في الولايات المتحدة - ) هو لاعب كرة قدم أمريكي في مركز الدفاع. شارك مع منتخب الولايات المتحدة تحت 20 سنة لكرة القدم ومنتخب الولايات المتحدة تحت 23 سنة لكرة القدم. أما مع النوادي، فقد لعب مع سان خوسيه إيرثكويكس وسبورتينغ كانساس سيتي وNorth Carolina FC U23 ‏.

## وصلات خارجية
- إيكي أوبارا على موقع الاتحاد الدولي (مؤرشف)  (الإنجليزية)
- إيكي أوبارا على موقع الدوري الأمريكي (الإنجليزية)
- إيكي أوبارا على موقع قاعدة بيانات كرة القدم.إي يو (الإنجليزية)
- إيكي أوبارا على موقع ناشيونال فوتبول تيمز (الإنجليزية)
- إيكي أوبارا على موقع Soccerbase.com (لاعب) (الإنجليزية)
- إيكي أوبارا على موقع Soccerway.com (الإنجليزية)
- إيكي أوبارا على موقع عالم كرة القدم.نت (الإنجليزية)
- إيكي أوبارا على موقع AS.com (الإسبانية)